# Império Bambara

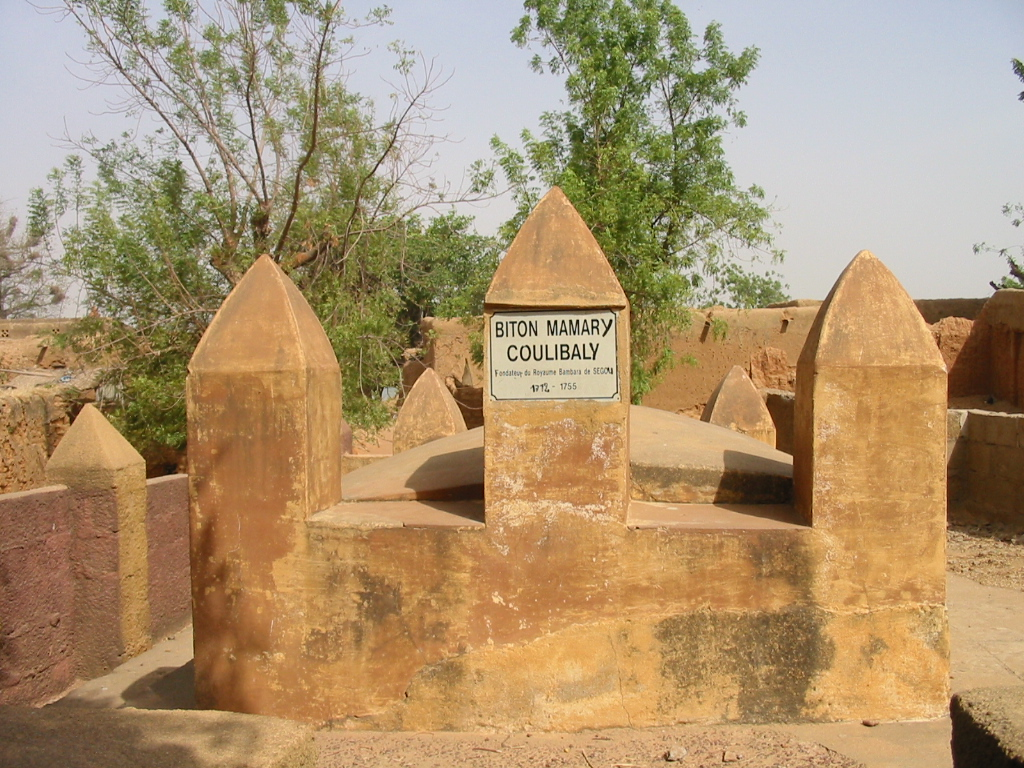
Tumba de Biton Mamary Coulibaly em Segou koro, perto de Segu.

O Império Bambara ou Bamana (em bambara: ߓߊ߲ߓߊߙߊ߲߫ ߝߊ߯ߡߟߊ) foi um dos maiores estados da África Ocidental no século XVIII. :408Junto com Caarta, foi um dos sucessores mais importantes do Império Songai. Baseado em um reino anterior estabelecido em 1640, ele se tornou um poderoso império no início do século XVIII sob Bitòn Coulibaly. O império existiu como um estado centralizado de 1712 até a invasão de 1861 pelo conquistador tuculor El Hadj Umar Tall.

## História

### Bitonsi
Por volta de 1640, o Kaladian Coulibaly, também conhecido como Fa Sine, tornou-se o líder de um pequeno reino Bambara na cidade de Segu, no Mali. Embora tenha feito muitas conquistas bem-sucedidas de tribos e reinos vizinhos, ele não conseguiu estabelecer uma estrutura administrativa significativa, e o novo império se desintegrou após sua morte (c. 1660).
Em 1712, o Mamari Kulubali, também conhecido como Biton Coulibaly, bisneto de Caladiano, foi eleito líder de uma organização juvenil conhecida como tòn. Mamari logo reorganizou o tòn como um exército pessoal complementado com escravos fugitivos, assumiu o título de bitòn e começou a derrubar a ordem política tradicional.  :412Ele se tornou o primeiro fama de Segu, tornando-a a capital de um novo Império Bamana.
Fortificando a capital com técnicas songais, Bitòn Kulubali construiu um grande exército de recrutas conhecido como ton djon e uma marinha de canoas de guerra para patrulhar o Níger.  Ele introduziu um novo sistema de tributação usando a concha de búzio como a moeda. :324A sua derrota bem-sucedida de uma invasão do Império de Congue em 1725 consolidou a sua posição.  :333Ele então lançou ataques bem-sucedidos contra seus vizinhos, os fulas, os soninques e os mossis, conquistando Macina, Beledougou, Jené, Bamaco e Tombuctu, embora tenha mantido a última cidade apenas brevemente. Em 1751, ele também conquistou Niani, tornando Mansa do estado remanescente do Império do Mali um vassalo.  :333Durante esse tempo, ele fundou a cidade de Bla como um posto avançado e arsenal.
A morte de Mamari em 1755 inaugurou uma era de instabilidade e guerra civil.  Dinkoro Coulibaly reinou por alguns anos antes de ser deposto por seu irmão Ali. O devoto mulçumano, ele tentou converter o império e logo foi deposto. :412

### Ngolosi
Em 1766, um antigo escravo e líder do ton djon chamado Ngolo Diarra assumiu o trono e restabeleceu a estabilidade, reinando por quase quarenta anos de prosperidade. Ele iniciou uma série de conquistas bem-sucedidas, incluindo a de Tombuctu e o Sultanato de Massina.  Os ngolosis, seus descendentes, continuariam a governar o Império até sua queda.
O filho de Ngolo, Mansong Diarra, assumiu o trono por volta de 1790, após a morte de seu pai em batalha e uma curta disputa pela sucessão.   Durante esse período, os Faama governaram a partir de um enorme palácio em Segu e comandaram um exército de cavalaria bem organizado, frequentemente usado para arrecadar tributos e impostos na forma de búzios. A capital, Segu, era uma cidade próspera com cerca de 30.000 habitantes, situada em ambas as margens do rio Níger.  :324, 410Após a morte de Mansong em 1808, o poder do império declinou progressivamente. 

### Jihade e queda
Na Batalha de Noukouma em 1818, as forças Bambara se encontraram e foram derrotadas por combatentes muçulmanos Fula reunidos pela jihad de Seku Amadu de Massina. O Império Segu sobreviveu, mas foi irreversivelmente enfraquecido. As forças de Seku Amadu derrotaram decisivamente os Bambara, tomando Jené e grande parte do território ao redor de Mopti e formando o Império de Massina. Tombuctu também foram a queda em 1845.
Depois de 1839, as faamaws sucederam-se rapidamente, à medida que os líderes tonjon se tornavam cada vez mais poderosos, independentes e propensos a intervir em disputas de sucessão.  :412Quando o El Hadj Umar Tall, um líder religioso de Tuculor, declarou uma jihad contra o império em 1859, essa balcanização impediu 'faama' Ali de montar uma defesa eficaz. Tall tomou Niamina sem luta em 25 de maio de 1860 e derrotou o exército Bamana em Witala em setembro.  :413A própria Segu caiu em 10 de março de 1861, marcando o fim do Império Segu. 

## Lista de famas de Segu

### Dinastia Coulibaly, os Bitonsi
- Kaladian: 1652–1672. Um senhor da guerra mercenário originário de Congue; derrubou a dinastia Koita de Segou.
- Danfassari: 1672–1697, estabeleceu a capital em Segu
- Souma: 1697–1712
- Mamari Coulibaly: 1712–1755
- Dinkoro Coulibaly: 1755–1757, assassinado pelo ton djon
- Ali Coulibaly: 1757–1757. Muçulmano, deposto pelo ton djon

### Interregno de Tondjon
- Ton-Mansa Dembelé: 1757–1760
- Kaniouba Niouma Barry: 1760–1763
- Kafa Dyougou: 1763–1766 governou em Gassin.

### Ngolossi
- Ngolo Diarra: 1766–1787
- Mansong Diarra: 1788–1808. Derrotou seu irmão Nianancoro para assumir o trono. Seus filhos governariam o império até o seu fim.
- Da Diarra: 1808–1827. Filho de Mansong, perdeu o controle de Massina
- Tiéfolo Diarra: 1827–1839
- Nianemba Diarra: 1839–1841
- Kirango-Ba Diarra: 1841–1849
- Nalouma Kouma Diarra: 1849–1851
- Massala Demba Diarra: 1851–1854
- Torokoro Mari Diarra: 1854–1859. Muçulmano amigo de El Hadj Umar Tall, ele foi deposto e executado.
- Ali Diarra : 1859–1861. Derrotado e expulso de Segou por Umar Tall. [6] [9]

## Governo
O Império Segu foi estruturado em torno de instituições tradicionais bambaras. A mais importante delas era a tonelada, ou faixa etária. Eles eram, em teoria, completamente igualitários e elegiam seus próprios líderes. No entanto, por meio de carisma e de uma política de poder implacável, Biton converteu isso essencialmente em um exército composto de forobadjon (nominalmente, escravos da comunidade) liderados por tondjons, ou escravos da sociedade, mas que eram na prática uma aristocracia militar. Qualquer faama forte o suficiente para controlar os tondjons era, na verdade, um monarca absoluto, distribuindo propriedades do estado como recompensa por bravura. Um conselho estadual de 40 homens jurou lealdade e obediência a ele e serviu como um carimbo. Os parentes recebiam cargos importantes e o faama era o sacerdote principal de cultos religiosos poderosos e importantes.  :334-6O exército era um lugar onde as distinções étnicas e de classe importavam pouco, e as pessoas capazes podiam ascender e fazer fortuna.  :337Outra instituição tradicional era o kòmò, um órgão para resolver questões teológicas. Os kòmò frequentemente consultavam esculturas religiosas em suas decisões, particularmente os quatro boliw estatais, grandes altares projetados para auxiliar na aquisição de poder político. [carece de fontes?]
Administrativamente, o núcleo do estado ficava em too-daga, a área mais próxima de Segu. O sucessor designado pelo governante detinha muito poder ali. A maioria das outras províncias eram governadas por elites locais que juravam lealdade à Fama ou nomeavam governadores.  :337Os símbolos reais eram um arco e flechas e um machado de ouro.  :333

## Economia
A economia do Império Segu floresceu por meio do comércio, especialmente dos escravos capturados em suas muitas guerras. Uma categoria de escravos, os jonfin, podia ser vendida; outra, os jonba, eram colocados para trabalhar pelo estado como trabalhadores ou como soldados no ton djon. A procura de escravos levou então a mais combates, deixando os bambaras num estado de guerra perpétuo com os seus vizinhos, e os escravos da área constituíam a maioria dos vendidos aos comerciantes europeus nos postos comerciais dos rios Senegal e Gâmbia.  :414
O comércio era conduzido principalmente por mercadores muçulmanos maracas, que negociavam através do Deserto do Saara ou em direção à costa. Eles trocavam armas, o dinheiro de conchas, os cavalos, o sal, o ouro, tecidos e os escravos.  :415
O Mungo Park, passando pela capital Bambara de Segu em 1797, registrou um testemunho da prosperidade do império:
| “ | A vista desta cidade extensa, as numerosas canoas no rio, a população super lotada e o estado cultivado da paisagem circundante formavam, em conjunto, uma perspectiva de civilização e magnificência que eu pouco esperava encontrar no seio da África. | ” |